# Доннелли, Джек
Джек До́ннелли (англ. Jack Donnelly, род. 28 октября 1985, Борнмут, Дорсет) — британский актёр. Наиболее известен по ролям Джейсона Винклера в телесериале «Обитель Анубиса» (2011) и Ясона в телесериале «Атлантида» (2013—2015).

## Биография
Родился в Борнмуте в семье Тони Доннелли и Крисси Уикхем, хореографа (постановщица танцевальной программы победившей на Евровидении-1981 группы Bucks Fizz), актрисы и бывшей участницы танцевального коллектива Hot Gossip. Она выступала в «Звёздном Экспрессе» будучи на шестом месяце беременности Джеком, о чём упомянула в интервью с Грэмом Нортоном на BBC Radio 2 в декабре 2013 года. Вырос в Рингвуде, Гэмпшир. Посещал начальную школу Святой Екатерины в Уимборне, Дорсет, а затем школу Святого Петра в Борнмуте.
Является одним из основателей импровизационной комедийной группы Chuckle Duster, которая иногда выступает в Восточном Лондоне.

## Личная жизнь
1 декабря 2018 года в Тулуме женился на шведско-американской актрисе Малин Акерман, с которой встречался около двух лет.

## Фильмография
| Год       |    | Русское название        | Оригинальное название | Роль                 |
| --------- | -- | ----------------------- | --------------------- | -------------------- |
| 2011      | с  | Обитель Анубиса         | House of Anubis       | Джейсон Винклер      |
| 2012      | с  | Врачи                   | Doctors               | Гарри Килбер-Беннетт |
| 2012      | с  | Трое                    | Threesome             | Палл / Пол           |
| 2012      | с  | Плохие                  | Misfits               | Белый кролик         |
| 2013      | с  | Танцы на грани          | Dancing on the Edge   | Леопольд             |
| 2013—2015 | с  | Атлантида               | Atlantis              | Ясон                 |
| 2014      | ф  | Объединившись, мы падём | United We Fall        | Олли Хантер          |
| 2016      | с  | Смерть в раю            | Death in Paradise     | Сэмюел Уолкер        |
| 2017      | тф | Королевская зима        | A Royal Winter        | принц Адриан         |
| 2020      | ф  | День другодарения       | Friendsgiving         | Джефф                |
| 2022      | ф  | Стримеры                | Slayers               | Джек Чэмберс         |